# 百度踏揚
百度踏揚（琉球語：／  * / ?；？—？），亦稱百十踏揚，是琉球國第一尚氏的王女。

## 經歷
百度踏揚是尚泰久王與護佐丸之女的長女，丈夫為勝連城的按司阿麻和利。
1458年，阿麻和利向尚泰久王密告中城城按司護佐丸私自擴軍，尚泰久王便命令阿麻和利領兵攻打之。打敗護佐丸後，阿麻和利的勢力越來越大，並欲計劃攻打首里城；百度踏揚從親信夏居數身上得知此事後，在夏居數的保護下逃回首里城，並向尚泰久王報告此事。最初尚泰久王不信，反以為二人私奔，打算將他們治罪；百度踏揚便欲自縊，尚泰久王才相信二人並非私奔。
不久之後阿麻和利率軍圍攻首里城，然而首里城已有準備，阿麻和利軍力不足只好收兵；阿麻和利退兵後，尚泰久王任命夏居數討伐阿麻和利。「護佐丸阿麻和利之亂」之後，夏居數討伐阿麻和利有功，尚泰久王便將百度踏揚嫁給夏居數，並授予夏居數越來間切總地頭職位。
1469年，夏居數反對篡位者尚圓王並與其在山北地區交戰，最終死於知花城旁的洞窟之中，隨後尚圓王建立第二尚氏。此後百度踏揚便隱居在玉城間切仲榮真，並在這裡度過餘生。百度踏揚離世後，她被安葬在玉城間切富里（現南城市富里），1962年為了修建初中學校，其墓地轉移至其弟三津葉多武喜的墓旁一同安置。

## 家庭
父親：
- 尚泰久王

母親：
- 毛氏（護佐丸之女）

兄：
- 安次富金橋（後代姓安次富）

弟：
- 三津葉多武喜（後代姓仲榮眞）
- 八幡加那志（後代姓習）

夫：
- 夏居數（越來城（日语：越来城）主）

前夫：
- 阿麻和利（勝連城主）

## 延伸阅读
- 蔡溫本. . 1725年.
- 蔡溫、尚文思、鄭秉哲等. . 1745年.

## 外部連結
- 百十踏揚之墓 （页面存档备份，存于） - 南城市官方網站（日語）